# غوزدانسكة
غوزدانسكة هي قرية تقع في مقاطعة سيساك-موسلافينا، كرواتيا. يبلغ عدد سكان القرية 42 نسمة (إحصاء 2011).